# Flughafen Lomé

i7
i11
i13
Der Flughafen Lomé (französisch Aéroport International Gnassingbé Eyadéma, IATA-Code: LFW, ICAO-Code: DXXX) ist ein Flughafen in Lomé in Togo. Bis 2005 war er nach dem nahegelegenen Ort Tokoin benannt (frz. Aéroport International de Lomé-Tokoin), jetzt trägt er den Namen des langjährigen togoischen Diktators Gnassingbé Eyadéma (1935–2005). Die Landebahn hat eine Länge von 3000 m. Der Flughafen wird unter anderem von Air France angeflogen.

## Kapazität
Die Kapazität des Flughafens wird mit ca. 700.000 Fluggästen jährlich angegeben, gleichzeitig können drei Flugzeuge abgefertigt werden. 2006 betrug die Zahl der abgefertigten Passagiere 297.800.
| 2001    | 2002    | 2003    | 2004    | 2005    | 2006    |
| ------- | ------- | ------- | ------- | ------- | ------- |
| 179.800 | 200.200 | 215.600 | 234.500 | 219.000 | 297.800 |

## Zwischenfälle
- Am 22. Oktober 1977 wurde eine Lockheed L-749A-79-52 Constellation der US-amerikanischen Lanzair (Luftfahrzeugkennzeichen N273R) auf dem Flughafen Lomé durch ein Feuer zerstört. Die Ursache war Brandstiftung. Über Personenschäden ist nichts bekannt.[4][5]